# Seimatosporium
Seimatosporium Corda – rodzaj grzybów z klasy Sordariomycetes.

## Morfologia
Konidiomy typu acerwulus lun pyknidium tworzone na podkładkach, częściowo zanurzone, nagie, brązowe do czarnych, w stanie dojrzałym powodujące pęknięcie tkanek żywiciela. Konidiofory wyrastające z górnej warstwy komórek podkładek lub wyściełające podstawę i boki konidiomu, septowane i rozgałęzione, bezbarwne, gładkie. Komórki konidiotwórcze cylindryczne, ampułkowate lub butelkowate, pierścieniowate, bezbarwne lub prawie bezbarwne do bladobrązowych, cienkościenne, gładkie. Konidia wrzecionowate, elipsoidalne, jajowate, maczugowate, o ścianie gładkiej, z przegrodami właściwymi, czasem zwężone na przegrodzie. Ich komórka podstawna o podstawie ściętej, gładka, bezbarwna; komórki środkowe bladobrązowe do brązowych, bezbarwne; komórka wierzchołkowa bez wyrostka wierzchołkowego bladobrązowa i w kolorze zbliżonym do komórek środkowych, ale komórka wierzchołkowa z wyrostkiem bledszalub prawie bezbarwna;. Konidia tylko z wyrostkami u podstawy, bez wyrostków, lub z wyrostkami na obu końcach, nitkowate, pogięte; wyrostek wierzchołkowy (jeśli występuje) pojedynczy, nierozgałęziony; wyrostek podstawy pojedynczy, rozgałęziony lub nierozgałęziony, ekscentryczny.

## Systematyka i nazewnictwo
Pozycja w klasyfikacji według Index Fungorum: Sporocadaceae, Amphisphaeriales, Xylariomycetidae, Sordariomycetes, Pezizomycotina, Ascomycota, Fungi.
Synonimy:

- Amphichaeta McAlpine 1904
- Basipilus Subram. 1961
- Clethridium (Sacc.) Sacc. 1895
- Coryneopsis Grove 1933
- Cryptostictis Fuckel 1866
- Curreya sect. Curreyella Sacc. 1895
- Curreyella (Sacc.) Lindau 1897
- Diploceras (Sacc.) Died. 1915
- Discostroma Clem. 1909
- Discostromopsis H.J. Swart 1979
- Dochmolopha Cooke 1878
- Fenestella subgen. Clethridium Sacc. 1883
- Griphosphaeria Höhn. 1918
- Hyaloceras subgen. Diploceras Sacc. 1892
- Labridium Vestergr. 1897
- Leptocoryneum Petr. 1925
- Monoceras Guba 1961
- Monochaetina Subram. 1961
- Neobroomella Petr. 1947
- Paradidymella Petr. 1927
- Phragmodothella Theiss. & Syd. 1915
- Seiridina Höhn. 1930
- Vermisporium H.J. Swart & M.A. Will. 1983[3].

Gatunki występujące w Polsce:
- Seimatosporium caninum (Brunaud) B. Sutton 1975
- Seimatosporium hypericinum (Ces.) B. Sutton 1975
- Seimatosporium tostum (Berk. & Broome) Rossman & W.C. Allen 2016[4]

Nazwy naukowe według Index Fungorum. Wykaz gatunków według W. Mułenki i innych